# Sally Mara
Sally Mara est une auteure imaginée par Raymond Queneau. Le prénom est tiré du titre du film Sally, Irene and Mary (1938) (en) avec, dans le rôle de Sally, l'actrice américaine Alice Faye dont Queneau était amoureux.
Michel Presle, traducteur supposé de Sally Mara en français, avertit le lecteur dans la préface d'On est toujours trop bon avec les femmes : « Ce n’est pas tout à fait ainsi, paraît-il, que se passa l’insurrection de Dublin, le lundi de Pâques 1916. » Sally Mara est une écrivaine fictive ayant une identité propre, et fort différente de celle de Raymond Queneau. Au-delà de la provocation, cette version salace et burlesque de l'épisode de la prise de la Poste centrale lors de la très sérieuse révolte irlandaise de 1916 fait naître du choc de la fantaisie et des faits historiques un point de vue nouveau sur ces « martyrs » irlandais.
En 1962, la préface de l'édition de ses œuvres complètes met les choses au clair sur les rapports très pataphysiques qu'entretenait Sally Mara avec le réel et l'imaginaire : « Il s'agit de dissiper un malentendu : ce n'est pas parce que le nom d'un auteur prétendument réel figure sur la couverture d'un livre pour qu'il soit le véritable auteur des œuvres parues précédemment sous le nom d'un auteur prétendu imaginaire. Ce dernier n'a en effet rien d'imaginaire puisque c'est moi, signataire de la présente préface, et toute prétention à une plus grande réalité est ainsi réfutée a priori, sine die, ipso facto et manu militari… »

## Œuvres
- On est toujours trop bon avec les femmes (1947)
- Journal intime (1950)
- Sally plus intime (1962)